# نظرية الصراع الواقعي
نظرية الصراع الواقعي (بالإنجليزية: Realistic conflict theory)‏ والمعروفة أيضا بـ نظرية صراع الجماعة الواقعي (بالإنجليزية:  realistic group conflict theory)‏ هي نموذج نفسي اجتماعي عن النزاع بين الجماعات. وتشرح النظرية كيف يمكن أن ينشأ العداء بين الجماعات نتيجة للأهداف المتضاربة والمنافسة على الموارد المحدودة، كما أنها تقدم تفسيرا لمشاعر التحيز والتمييز تجاه المجموعة الخارجية، والتي تصاحب حالة العداء بين الجماعات. قد تكون المجموعات في منافسة على ندرة حقيقية أو متصورة للموارد، مثل المال أو السلطة السياسية أو الحماية العسكرية أو الوضع الاجتماعي. كما يمكن أن تنشأ مشاعر من الاستياء في حالة ما إذا رأت المجموعات بأنها مصيرها صفري، حيث أنه يمكن الفور لمجموعة واحدة فقط (أي مجموعة واحدة هي التي يمكنها الحصول على الموارد المطلوبة) فيما تخسر الأخرى (بأن تكون غير قادر على الحصول على الموارد بسبب استحواذ المجموعة الفائزة علي المورد المحدود أولا). يعتمد طول وشدة الصراع على القيمة المتصورة، وعلي نقص الموارد المتاحة. وفقا للنظرية فإنه لا يمكن استعادة العلاقات الإيجابية إلا إذا كانت هناك أهداف سامية.

## المفهوم

### نبذة تاريخية
يعود الفضل في تسمية هذه النظرية رسميًا إلى دونالد كامبل، لكن لطالما تحدث عنها العديد منذ منتصف القرن العشرين. انبثقت هذه النظرية في ستينيات القرن العشرين نتيجةً لإدراك كامبل ميل علماء النفس الاجتماعي إلى اختزال جميع السلوك البشري في الأهداف التلذذية وحسب. انتقد كامبل بعض علماء النفس مثل جون تيبوت وهارولد كيلي وجورج هومانز، وذلك لأنهم قد دعموا النظريات التي تضع الطعام والجنس وتجنب الألم في مركزية جميع العمليات البشرية. يرى كامل أن الافتراضات التلذذية غير كافية لتفسير العلاقات بين الجماعات. يعتقد كامبل أن منظري التبادل الاجتماعي قد بالغوا في تبسيط السلوك البشري، إذ شبهوا التفاعل بين الأفراد بالسلوكيات الحيوانية. أدرك باحثون آخرون مشكلة الفهم النفسي للسلوك بين الجماعات لاحقًا على غرار كامبل. لاحظ هؤلاء الباحثون تجاهل منظري التبادل الاجتماعي قبل كامبل لجوهر علم النفس الاجتماعي وأهمية التبادلات بين الجماعات. تأخذ نظرية الصراع الواقعي مسببات الصراع بين الجماعات في عين الاعتبار على النقيض من النظريات السابقة، إذ تشتمل هذه المسببات على الأهداف غير المتوافقة والتنافس على الموارد المحدودة.

### الأبحاث الداعمة

#### دراسة روبرز كيف
تُعتبر تجربة روبرز كيف (1954) التي أجراها كل من مظفر شريف وكارولين وود شريف واحدةً من أشهر الدلائل على نظرية الصراع الواقعي. استغرقت دراسة الزوجين ثلاثة أسابيع، واتخذت من مخيم صيفي بمساحة 200 فدان في حديقة روبرز كيف ستايت بارك في ولاية أوكلاهوما مكانًا لها ومن السلوكيات بين الجماعات موضوعًا لها. تظاهر الباحثان بأنهما من طاقم المخيم ليراقبا 22 صبيًا تتراوح أعمارهم بين 11 و12 عامًا، لم يلتق هؤلاء الصبية مع بعضهم من قبل لكنهم ينتمون إلى أوساط متشابهة.
قُسمت التجربة إلى ثلاث مراحل. اشتملت المرحلة الأولى على «تشكيل الجماعة»، إذ قُسّم الأولاد عند وصولهم إلى جماعتين متساويتين تقريبًا على أساس أوجه التشابه بينهم. لم تعلم كل جماعة من الأولاد بوجود الجماعة الأخرى. سُمّيت المرحلة الثانية بـ «مرحلة الاحتكاك»، إذ اشتركت الجماعتان في منافسة مع بعضهما البعض، وشملت المنافسة مجموعةً متنوعةً من ألعاب المخيمات. وُزّعت جوائز قيمة على الفائزين في المنافسة، فتسبب هذا الأمر في تطوير كلا الجماعتين لمواقف وسلوكيات سلبية تجاه الجماعة الخارجية. سُمّيت المرحلة الثالثة والأخيرة بـ «مرحلة الاندماج». تقلص التوتر بين الجماعتين في هذه المرحلة من خلال القيام بمهمات تتطلب عملًا جماعيًا وتعاونًا بين الجماعات.
توصل الباحثان إلى عدة استنتاجات بناءً على هذه التجربة المُقسمة إلى ثلاث مراحل. وجد شريف الفروق الفردية عرضيةً وغير مسؤولة عن الصراعات بين الجماعات، مستندًا في ذلك إلى الطريقة التي شُكلت من خلالها الجماعات لتكون متساويةً إلى حد ما. خلص شريف إلى اعتبار السبب في خلق المواقف العدائية أو العدوانية تجاه المجموعة الخارجية هو التنافس بين الجماعات على الموارد التي لا يمكن سوى لجماعة واحدة الحصول عليها، وذلك استنادًا إلى ما تبين في الدراسة عند تنافس الأولاد في ألعاب المخيمات للحصول على جوائز قيمة. يؤكد شريف أيضًا على كون التواصل مع الجماعة الخارجية غير كاف بحد ذاته للتقليل من المواقف السلبية. توصل شريف في نهاية المطاف إلى النتيجة القائلة بإمكانية التقليل من الاحتكاك بين الجماعات والحفاظ على العلاقات الإيجابية فيما بينها في الوقت ذاته، إذ يمكن تحقيق هذا من خلال أهداف سامية من شأنها أن تعزز العمل التعاوني الموحد.